# Гнилий Товмач
Гнили́й Товма́ч (Лип'янка) — річка в Україні, в межах Шполянського району Черкаської області. Права притока Великої Висі (басейн Південного Бугу). 

## Опис
Довжина 30 км, площа басейну 169 км². Похил річки 2,2 м/км. Долина тарпецієподібна, завширшки до 2,5 км, завглибшки до 40 м. Річище звивисте, його пересічна ширина 2 м. Використання — технічне водопостачання, рибальство, зрошення. Є ставки. Залуження прибережних смуг.

## Розташування
Гнилий Товмач бере початок між селами Кримки і Лебедин. Тече в межах Придніпровської височини на південь і південний захід. Впадає до Великої Висі на північ від села Миролюбівка (Новомиргородський район). 
Основна притока: Товмач (права). 
На річці розташовані села: Лип'янка, Нечаєве, Маслове, Ярославка, Веселий Кут, Глиняна Балка.